# Jean-Louis Grangé
Pour les articles homonymes, voir Grangé.
Jean-Louis Grangé, né le 25 janvier 1944, est un informaticien et chercheur français.

## Biographie
Diplômé d'une maîtrise de l’Institut de Programmation de l'Université Paris VI, Jean-Louis Grangé suit les premiers cours d'informatique dispensés par l'école.
Jean-Louis Grangé rencontre Louis Pouzin en 1966 lorsqu'il travaille comme étudiant sur les systèmes en temps partagé pour la La Météorologie nationale. Il le suit chez Simca puis, en 1971 à l'INRIA. Louis Pouzin lance alors le projet de recherche appliquée Cyclades dont l'objectif est de concevoir et  expérimenter le premier réseau national d'ordinateurs hétérogènes (i.e. de constructeurs différents). Sous la responsabilité de Louis Pouzin, Jean-Louis Grangé dirige l'équipe Cigale, qui développe le réseau de datagrammes sur lequel est fondé Cyclades.
Il est chargé d'un accord de coopération avec Bolt, Beranek and Newman, ce qui l'amène à de nombreuses réunions à Boston et Cambridge avec Dave Walden, directeur technique de Bolt, Beranek and Newman, ce dernier venant en retour en France.
Il travaille aussi avec Alex McKenzie sur les problèmes de routage et de congestion des réseaux, et sur un important programme de coopération avec l'Université de Waterloo (Ontario). Il insiste alors sur la simplicité de l'approche française du datagramme qui permet de gérer les problèmes de congestion de la manière la plus simple possible, en passant d'un point du réseau à l'autre, sans se fixer de contrainte préalable. Il est aussi chargé des relations avec l'équipe de Rémi Després au CNET qui a une approche concurrente, la commutation de circuits.
À partir de 1980, Jean-Louis Grangé participe à un projet pilote de l'INRIA appelé Nadir qui concerne le recours aux systèmes de satellites. Il quitte l'INRIA en 1986 pour travailler pour une société de services informatique.
Après sa retraite officielle, il lance une société informatique avec son beau-frère. Il devient aussi responsable de la promotion de Cap Gemini Innovation.

## Autres fonctions
- Membre du Comité national français des recherches arctiques et antarctiques[3]